# Phyllanthus octomerus
Phyllanthus octomerus är en emblikaväxtart som beskrevs av Johannes Müller Argoviensis. Phyllanthus octomerus ingår i släktet Phyllanthus och familjen emblikaväxter. Inga underarter finns listade i Catalogue of Life.